# Ariete (співачка)
Ariete, повне ім'я Arianna Del Giaccio (нар. 27 березня 2002, Анціо) — італійська співачка та виконавиця.

## Біографія
У 17 років Ariete взяла участь у тринадцятому сезоні X Factor, пройшовши перші етапи відбору, але вибула на стадії Bootcamp. У серпні 2019 року Ariete випускає свій перший сингл Quel bar на Youtube, 15 листопада сингл з'являється на стримінгових платформах. У грудні 2019 року виходить пісня 1/12. Згодом співачка підписує контракт із звукозаписною компанією Bomba Dischi, а в травні 2020 року публікує свій дебютний EP Spazio, пісні Amianto і Pillole отримують золоту сертифікацію.   16 вересня виходить сингл Tatuaggi у співпраці з Psicologi, який згодом стає платиновим.11 листопада співачка публікує пісню 18 anni — сингл з однойменного EP, випущеного 3 грудня 2020 року. Пісня з цього ЕР під назвою Mille guerre отримала золоту сертифікацію.
Протягом 2021 року співпрацювала з Alfa, Novelo, Tauro Boys, Bnkr44 і Rkomi, отримавши разом з останнім платинову сертифікацію з піснею Diecimilavoci.
3 травня 2021 Ariete випустила сингл L'ultima notte, який отримав подвійну платинову сертифікацію.  На початку 2022 року співачка співпрацює з Tenth Sky над піснею Capelli blu, з Sick Luke і Mecna — над піснею Il giorno più triste del mondo для альбому X2. 25 лютого 2022 року виходить перший студійний альбом співачки під назвою Specchio, що містить одинадцять пісень. Альбом дебютував на четвертому місці в рейтингу альбомів FIMI. Також у 2022 році співачка проводить музичний тур по всій Італії під назвою Specchio Tour.

## Особисте життя
У віці 8 років Ariete почала грати на гітарі та фортепіано, після чого почала писати і складати свої перші пісні. Співачка відверто говорить про свою бісексуальність , в своїх піснях часто заводить мову про любов до дівчат. У своїх соціальних мережах співачка часто пише про важливість бути вільним любити кого хочеш. З 2021 року вона заручена з італійською актрисою Дженні Де Нуччі.

## Дискографія

### Студійні альбоми
- 2022 - Specchio

### Компіляції
- 2021 - Ariete [8][9]

### EP
- 2020 – Spazio
- 2020 – 18 anni

### Сингли

#### Як головний виконавець
- 2019 – Quel bar
- 2019 – 1/12
- 2020 – Venerdì
- 2020 – Riposa in pace (сумісно з Drast)
- 2020 – 18 anni
- 2021 – L'ultima notte
- 2021 – L
- 2021 – Club

#### Як запрошений виконавець
- 2020 – Tatuaggi (Psicologi разом з Ariete)
- 2020 – Aries (Sir Prodige разом з Ariete)
- 2021 – Non la ascoltare (Alfa разом з Ariete)
- 2021 – Tu (Novelo разом з Ariete)
- 2021 – XELISA2 (Tauro Boys разом з. Ariete)
- 2021 – Diecimilavoci (Rkomi разом з Ariete)
- 2021 – Tutte le sere (Bnkr44 разом з Ariete)
- 2022 – Capelli blu (Tenth Sky разом з Ariete)
- 2022 – Il giorno più triste del mondo (Sick Luke разом з Mecna та Ariete)
- 2022 – Umore (Psicologi разом з Ariete)

## Телебачення
- X Factor (Sky Italia, 2019)

## Тури
- 2021 – Ariete in Tour/Estate 2021
- 2022 – Ariete - Specchio Tour 2022